# Gabriele Benni
Gabriele Benni (Monzuno, Italia, 6 de noviembre de 1955), más conocido simplemente como Benni, es un empresario, actor, comediante, cantante y presentador de televisión italiano naturalizado chileno. Es un políglota, que habla italiano, español, francés, inglés, alemán, además de su natal dialecto boloñés.

## Biografía
Su primera profesión fue la de diseñador mecánico, la cual estudió en su pueblo natal. En su juventud deseaba salir al extranjero, pero se veía limitado por no saber inglés. Producto de esto es que se abocó a aprender otros idiomas, hablando actualmente italiano, español, francés, inglés, alemán, además de su natal dialecto boloñés.
Emigra a Sudáfrica, donde gasta sus ahorros en tres días en Johannesburgo. Por esto debe trabajar de camarero en un bar, donde conoce a una mujer con la que mantiene una breve relación. Debido a la diferencia de razas, es invitado por las autoridades del apartheid a abandonar el país.
Viaja trabajando en África, donde tras un paso por Nigeria, donde se desempeñó entre otras cosas como cazador de boas, conoce allí al embajador del Perú, a través del cual consigue radicarse en el país sudamericano, donde consigue trabajo de intérprete. Allí conocerá a su mujer.
Tras problemas en el trabajo que se trasladó a Montevideo, Uruguay. Pronto su lenguaje soez llamó la atención de un productor de televisión de Telefe proponiéndole coanimar un programa, rechazando la invitación debido a que ya mantenía compromisos.
Debido a la crisis económica de Argentina de comienzos del 2000 decide volver a Italia. Es ahí cuando un amigo chileno le recomienda visitar Chile y se afianza en el país. Pronto cansado del negocio agrícola, y recordando la propuesta que tuvo en Argentina, recurre a grabar pilotos de televisión para enviarlos al canal Red Televisión, sin lograr mucho éxito. Sin embargo es contactado por el extinto canal Gran Santiago Televisión (actual Más Canal 22) y logra conducir un programa en horario de madrugada titulado De noche con Benni, generando simpatía en el público por la manera de hablar que mezcla palabrotas (como modismos chilenos) con el acento italiano.
Luego pasa a UCV TV, donde realiza El Show de Benni los sábados a la medianoche, programa de conversación donde Benni entrevistaba con su lenguaje propio a personas desconocidas, pero que tienen una gracia que contar. Por lo raro del programa, rápidamente se convirtió en un espacio de culto, e incluso siendo entrevistado por importantes medios italianos como La Stampa.
Posteriormente hace apariciones en estelares de otros canales de televisión como Vértigo, y se populariza su persona, sobre todo por la difusión que le dio el programa CQC.
A fines de 2006, graba un sencillo de reguetón llamado "Enchufa", canción que se convirtió en el hit del verano en Chile, puesto que el videoclip fue enviado por Internet a sitios de videos como YouTube. Pretende grabar otros 2 sencillos más.
Posteriormente realizó una exitosa gira nacional con su monólogo humorístico "En la Lucha Total", en el que por más de una hora y media cuenta sus aventuras por el mundo y analiza la idiosincrasia chilena.
Durante el 2010 participó en el programa Fiebre de baile III y Fiebre de baile (segunda temporada especial) de Chilevisión, además volvió a UCV Televisión, para conducir el programa "Lo Peor de mi vida", donde mostraba videos de las cámaras indiscretas que se realizaban en Videomatch, como el "Peor día de tu vida", "El Padre de la Novia" e "Infraganti".
En el 2011, Benni es llamado a participar en el Reality Show de Canal 13 llamado Año 0 y desde ese entonces su popularidad llegó a su punto máximo, convirtiéndose en una de las mayores figuras de la farándula nacional.
En 2018 reapareció en una entrevista de Teletrece sobre los vagones destruidos de AS-2014 de las líneas 3 y 6 del Metro de Santiago en 2016 en un depósito de chatarra ubicado en la región metropolitana.
Posteriormente se convierte en rostro de la cadena de restaurantes Doggis.

## Teleseries
- Xfea2 (Mega, 2004) - Giussepe
- Lo peor de mi vida (UCV Televisión, 2010)